# 불새 (슬라브 전설)

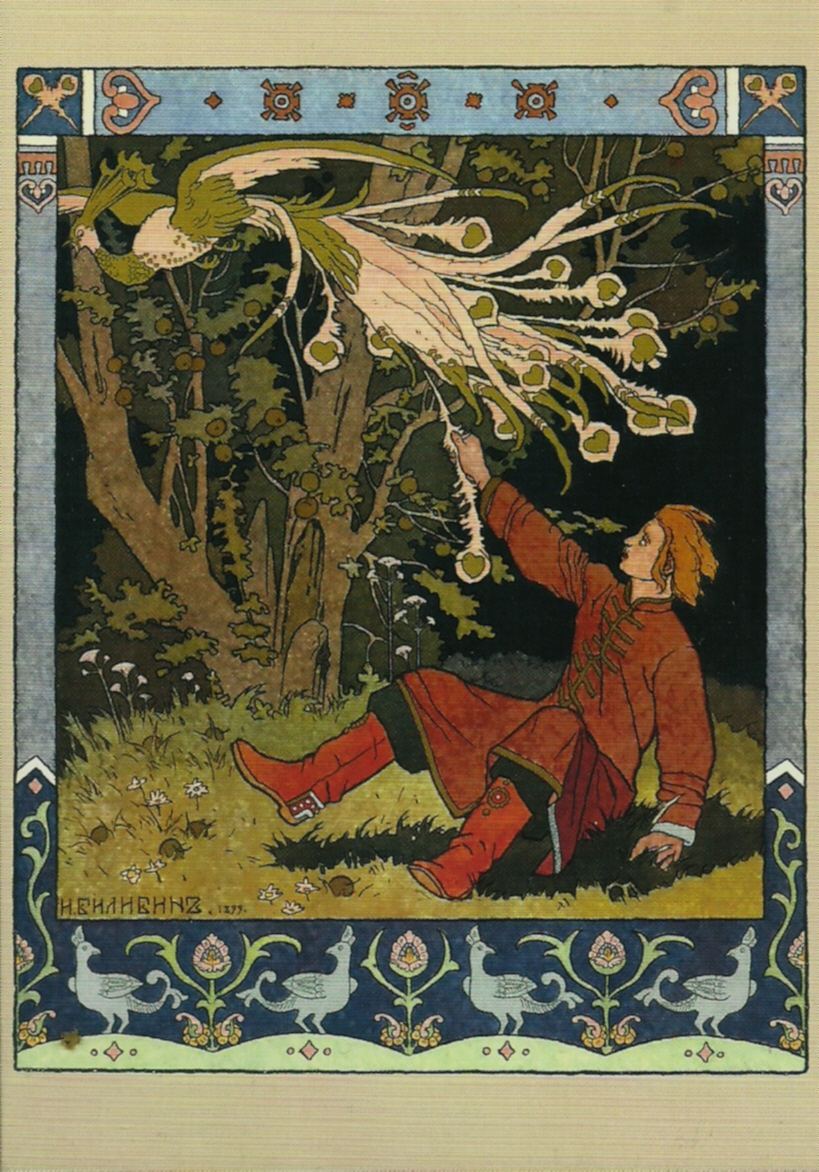

불새(러시아어: Жар-пти́ца 자르피티차[*])는 슬라브 민담에 등장하는 빛나는 새로, 잡는 사람에게 축복과 파멸을 모두 가져준다고 한다.

## 같이 보기
- 봉황
- 금계
- 불사조
- 시무르그
- 투룰